# Municipio de Scrubgrass
El municipio de Scrubgrass (en inglés: Scrubgrass Township) es un municipio ubicado en el condado de Venango en el estado estadounidense de Pensilvania. En el año 2000 tenía una población de 799 habitantes y una densidad poblacional de 12 personas por km².

## Geografía
El municipio de Scrubgrass se encuentra ubicado en las coordenadas 41°16′00″N 79°47′59″O / 41.26667, -79.79972.

## Demografía
Según la Oficina del Censo en 2000 los ingresos medios por hogar en la localidad eran de $37,083 y los ingresos medios por familia eran $40,655. Los hombres tenían unos ingresos medios de $37,500 frente a los $20,417 para las mujeres. La renta per cápita para la localidad era de $16,839. Alrededor del 14,3% de la población estaban por debajo del umbral de pobreza.